# Tiziano Stevan
Tiziano Stevan (Cassola, 8 settembre 1946 – Genova, 28 aprile 2021) è stato un calciatore italiano, di ruolo attaccante.

## Carriera

### Club
Esterno offensivo, a inizio carriera disputa 4 incontri in Serie A con la maglia del Varese nella stagione 1965-1966, chiusa dai lombardi all'ultimo posto; debutta nella massima serie il 27 marzo 1966, nel pareggio interno contro il Milan. L'annata successiva è sempre coi biancorossi, con cui conquista da rincalzo (7 presenze ed una rete all'attivo) l'immediato ritorno in massima serie.
Nel novembre 1967 viene ceduto al Savona in Serie C, categoria in cui trascorre la maggior parte della sua carriera. Con la formazione ligure conquista il terzo posto nel campionato di Serie C 1967-1968, dietro Como e Piacenza. Proprio la formazione emiliana lo acquista nell'estate del 1968: schierato come ala destra titolare, realizza 9 reti contribuendo alla promozione in Serie B nel campionato 1968-1969.
Riconfermato nella stagione 1969-1970, inizia il campionato realizzando la rete della vittoria nella partita contro il Perugia, che inaugura in campionato il nuovo impianto della Galleana. Chiude il campionato con 6 reti, secondo miglior marcatore della squadra dopo Marcello Tentorio, ma gli emiliani non riescono ad evitare l'immediata retrocessione.
Rimane a Piacenza anche dopo la retrocessione, dopo essere stato posto inizialmente in lista di trasferimento insieme a tutti i reduci del campionato cadetto; sotto la guida di Bruno Arcari e in seguito Angelo Franzosi la formazione piacentina ottiene la salvezza nel campionato di Serie C 1970-1971, grazie alle 7 reti di Stevan che indossa anche la fascia di capitano. Nel novembre 1971, dopo aver iniziato la sua quarta stagione nel Piacenza, passa alla Lucchese, militando per un biennio in Serie C.
In seguito gioca per due stagioni con l'Udinese (con cui ottiene un secondo e un terzo posto) e per una nella Salernitana, entrambe in Serie C. Nel 1976, a 30 anni, scende in Serie D con la maglia della Rivarolese, con cui mette a segno 11 reti nel campionato 1976-1977; vi rimane fino al novembre 1978, per un totale di 55 presenze e 12 reti prima di chiudere la carriera nel Varazze.
In carriera ha totalizzato complessivamente 4 presenze in Serie A e 33 presenze e 7 reti in Serie B.

### Nazionale
Durante la militanza nel Savona, nel 1967, ha disputato un incontro nella Nazionale Under-21, contro i pari età della Jugoslavia. Nelle stagioni successive viene convocato da Azeglio Vicini nella Nazionale Semiprofessionisti di Serie C.

## Palmarès
- Campionato italiano Serie C: 1

Piacenza: 1968-1969